# Bernat de Puigcercós
Bernat de Puigcercós, O.P. (Gerona, ... – 1342), è stato un frate domenicano spagnolo che visse durante il XIV secolo. Egli fu Inquisitore generale della Corona d'Aragona.

## Opere
Egli scrisse un piccolo trattato in Latino chiamato Quaestio disputata de licitudine contractus emptionis et venditionis censualis cum conditione revenditionis (Questione disputata sulla legalità del contratto de compravendita dei censals colla condizione di rivendita). Fu trascritto e pubblicato da Josep Hernando i Delgado. Il testo che fu utilizzato fu preso del manoscritto nº 42 del Monastero di Sant Cugat, che si può trovare nell'Archivio Generale della Corona di Aragona.. In questo piccolo trattato egli accetta la legalità dei censals e violaris, che sarebbero il diritto di ricevere una rendita dopo un certo periodo, o perfino per tutta la vita, dopo avere pagato una certa quantità d'argento. Essi furono molto communi in Catalogna e nella Corona d'Aragona durante il Medioevo, e questa materia fu molto dibattita nel Diritto Canonico medievale.
Quest'opera ebbe una influenza decisiva nell'opinione di Francesc Eiximenis a favore della legalità dei censals e dei violaris nel suo Tractat d'usura (Trattato di usura).